# Fields of the Nephilim
Fields of the Nephilim é uma banda de rock gótico formada em Hertfordshire, Inglaterra, no começo da década de 1980. No principio, Nod Wright convidou Tony Pettitt, que junto com o irmão de Nod, Paul, formam a banda Perfect Disaster, e em pouco tempo mudam o nome para The Mission, mas como já existia uma banda com esse nome na época desistiram da ideia.

## História
Em 1998, após uma tentativa frustrada de reunião da banda, os irmãos Wright formam a banda Last Rites. Tony Pettitt permanece ainda mais algum tempo trabalhando com MacCoy, e funda mais tarde, em 2002 a banda "NFD (Noise for Destruction)", formada também pelo vocalista / guitarrista Peter ´Bob´ White e pelo baterista Simon Rippin. Juntos eles lançaram " No Love Lost" em 2004 e mais recentemente em 2006, o álbum "Dead Pool Rising", sendo seu estilo definido como um rock gótico ambiental, e muito parecido com o antigo estilo do Fields of the Nephilim.
Após quase 4 anos sem lançamentos, Carl MacCoy lança o álbum "Mourning Sun".
Fora isto, McCoy ainda utiliza linhas semi-guturais, narrações e outros efeitos de voz ao longo das oito faixas, normalmente longas, viajantes, variadas e introspectivas.
O show mais recente aconteceu no London Astoria, dia 24 de Maio de 2007, depois de 11 anos sem tocar ao vivo.